# Kalkäppelmossa
Kalkäppelmossa (Plagiopus oederianus) är en bladmossart som beskrevs av H. Crum och Lewis Edward Anderson 1981. Kalkäppelmossa ingår i släktet Plagiopus och familjen Bartramiaceae. Arten är reproducerande i Sverige. Inga underarter finns listade i Catalogue of Life.